# Rossville (Tennessee)
Rossville è un comune degli Stati Uniti d'America, situato nello Stato del Tennessee, nella Contea di Fayette.